# Gare de Charlottenberg
La gare de Charlottenberg se situe sur la frontière suédo-norvégienne. La gare est l'un des quatre passages ferroviaires entre les deux pays. Charlottenberg est le point de passage de la ligne de Kongsvinger qui, une fois arrivée en Suède devient la Varmlandsbanan.

## Situation ferroviaire
La gare se trouve pres de la frontière norvégienne, servant la ligne de Kongsvinger à Charlottenberg. Des trains norvégien utilisent encore la gare en 2015.